# 沃尔福德 (艾奥瓦州)
沃爾福德（英語：Walford）是一個位於美國愛荷華州本頓縣和林縣的城市。

## 地理
沃爾福德的座標為42°52′41″N 91°50′06″W / 42.87806°N 91.83500°W，而該地的平均海拔高度為245米（即804英尺）。

## 人口
根據2010年美國人口普查的數據，沃爾福德的面積為2.87平方千米，均為陸地。當地共有人口1463人，而人口密度為每平方千米509人。